# Abejuela
Abejuela es una localidad y municipio español de la comarca Gúdar-Javalambre, en la provincia de Teruel, comunidad autónoma de Aragón. Tiene un área de 86,67 km² con una población de 57 habitantes (INE 2024) y una densidad de 0,57 hab/km².
Está situado en el centro de la sierra de Javalambre, siendo el municipio que se localiza más al sur de todo Aragón.

## Geografía
Situada en el piedemonte más oriental de la sierra de Javalambre, Abejuela (a 1167 metros de altitud), que está en la provincia de Teruel (distando 79 kilómetros de la capital, Teruel), se ubica en el límite entre las provincias de Valencia (de la capital de la cual dista 78 kilómetros) y Castellón. Siendo el pueblo más meridional de Teruel y de Aragón.
Administrativamente limita al norte con Manzanera y Torrijas en Teruel, al oeste con La Yesa, al sur con Andilla, ambos de Valencia, y al este con El Toro y en menor medida con Sacañet y Bejís, todos de la provincia de Castellón.
El núcleo urbano se localiza al lado de la rambla de Abejuela, que recoge las aguas pluviales y las encauza al río Turia. La población está rodeada de sierras calcáreas de cumbres aplanadas por superficies erosivas  con  alturas entre 1400-1600 metros en las que crecen pinos (entre los que destacan los pertenecientes a la familia de los Pinus nigra), sabinas (entre las que domina la  sabina albar o Juniperus thurifera), y  enebros. Su pico más alto es el Cerro Negro con 1684 metros de altitud.
Cuenta con una entidad singular de población, la pedanía de La Cervera, situada a unos 8 kilómetros, que actualmente se encuentra totalmente deshabitada, debido entre otras razones a la falta de suministros de luz y agua potable. Desempeñaba un papel importante en la economía de Abejuela, ya que al contar con un clima más benigno, sobre todo en invierno, permitía seguir con el pastoreo y el cultivo de tierras en aquellos momentos en los que la nieve y el frío hacían imposible realizarlo en la propia Abejuela.

## Historia
Lamentablemente los archivos documentales de Abejuela fueron destruidos por los republicanos  durante la guerra del 36.
La tradición oral considera que los inicios del núcleo poblacional se originaron en  el lugar donde se encuentra actualmente la ermita de Santa Margarita, que se corresponde con la zona más alta y fría, conocida con el nombre de “Almansa”.
Según han demostrado los restos arqueológicos encontrados en la zona (puntas de lanza datadas en época íbera), el municipio debió tener un enclave poblacional desde época íbera. Más tarde con la romanización de la península ibérica, se erigió una fortaleza conocida como “La Abexuela”, la cual, alrededor del siglo XI fue ocupada por los musulmanes, quedando bajo el dominio de la Taifa de Alpuente de la  familia de los Banu Qasi, hasta el año 1107. A finales del siglo XI El Cid asedio la fortaleza, lo que provocó la elevación de un torreón vigía que actualmente queda situado en la plaza del pueblo.
Con la conquista de la zona por las tropas cristianas del rey Jaime I de Aragón, entre 1234-1238, el asentamiento, constituido por un grupo de viviendas de piedra de gran altura, quedó despoblado hasta que, en el siglo XVI comenzó a instalarse en ella gente de la población de Almansa, los cuales se instalaron en la zona de poblamiento más primitivo, en la zona del actual Barrio del Castillo; desplazándose poco a poco toda la población a este emplazamiento, donde ha permanecido hasta nuestros días.
Propiedad de la tierra: Siempre de realengo, por pertenecer a la comunidad aragonesa. Estuvo encuadrada en la comunidad de aldeas de Teruel el la Sesma del Campo de Sarrión, hasta la división provincial de 1833.

## Demografía
Abejuela cuenta con una población de 57 habitantes (INE 2024).
| Gráfica de evolución demográfica de Abejuela entre 1842 y 2021                                                      |
| |
| Población de derecho según los censos de población del INE Población de hecho según los censos de población del INE |

## Economía
Abejuela  se sustenta principalmente en la agricultura y ganadería. Se cultiva  (en tierras que se sitúan entre los 800 y los 1610 metros de altitud) trigo, cebada, y plantaciones truferas, de gran calidad. Su ganadería (alimentada con pastos naturales) en su totalidad ovina.

## Administración y política
| Período   | Alcalde                 | Partido |  |
| 1979-1983 | Antonio Mateo Gil       | UCD     |  |
| 1983-1987 |                         |         |  |
| 1987-1991 |                         |         |  |
| 1991-1995 |                         |         |  |
| 1995-1999 |                         |         |  |
| 1999-2003 | Vicente Ros Castellar   | PP      |  |
| 2003-2007 | Javier Villar Vicente   | PSOE    |  |
| 2007-2011 | Javier Villar Vicente   | PSOE    |  |
| 2011-2015 | Vicente Cervera Bartual | PAR     |  |
| 2011-2015 | Carmen Civera García    | PAR     |  |
| 2015-2019 | Carmen Civera García    | PAR     |  |
| 2019-2023 | Carmen Civera García    | PAR     |  |

| Partido político    | Partido político                                   | 2003   | 2007   | 2011   | 2015   |
| Partido político    | Partido político                                   | Ediles | Ediles | Ediles | Ediles |
|                     | Partido Aragonés (PAR)                             | —      | —      | 1      | 2      |
|                     | Partido de los Socialistas de Aragón (PSOE-Aragón) | —      | 1      | 1      | 1      |
|                     | Partido Popular de Aragón (PP)                     | 1      | —      | 1      | —      |
| Total de concejales | Total de concejales                                | 1      | 1      | 3      | 3      |

## Monumentos
Entre los monumentos que se pueden encontrar en Abejuela, hay que destacar:
- La iglesia de San Agustín. Se ubica en la plaza que se abre en la calle principal. Presenta una torre campanario  cuadrada.[5] Su construcción data del siglo XVII y sigue las pautas del estilo barroco. Presenta nave única,  con cubierta de bóveda de cañón de un solo arco, pudiéndose observar capillas entre los contrafuertes. Destaca su torre campanario por su planta cuadrada y sus tres cuerpos.[7]

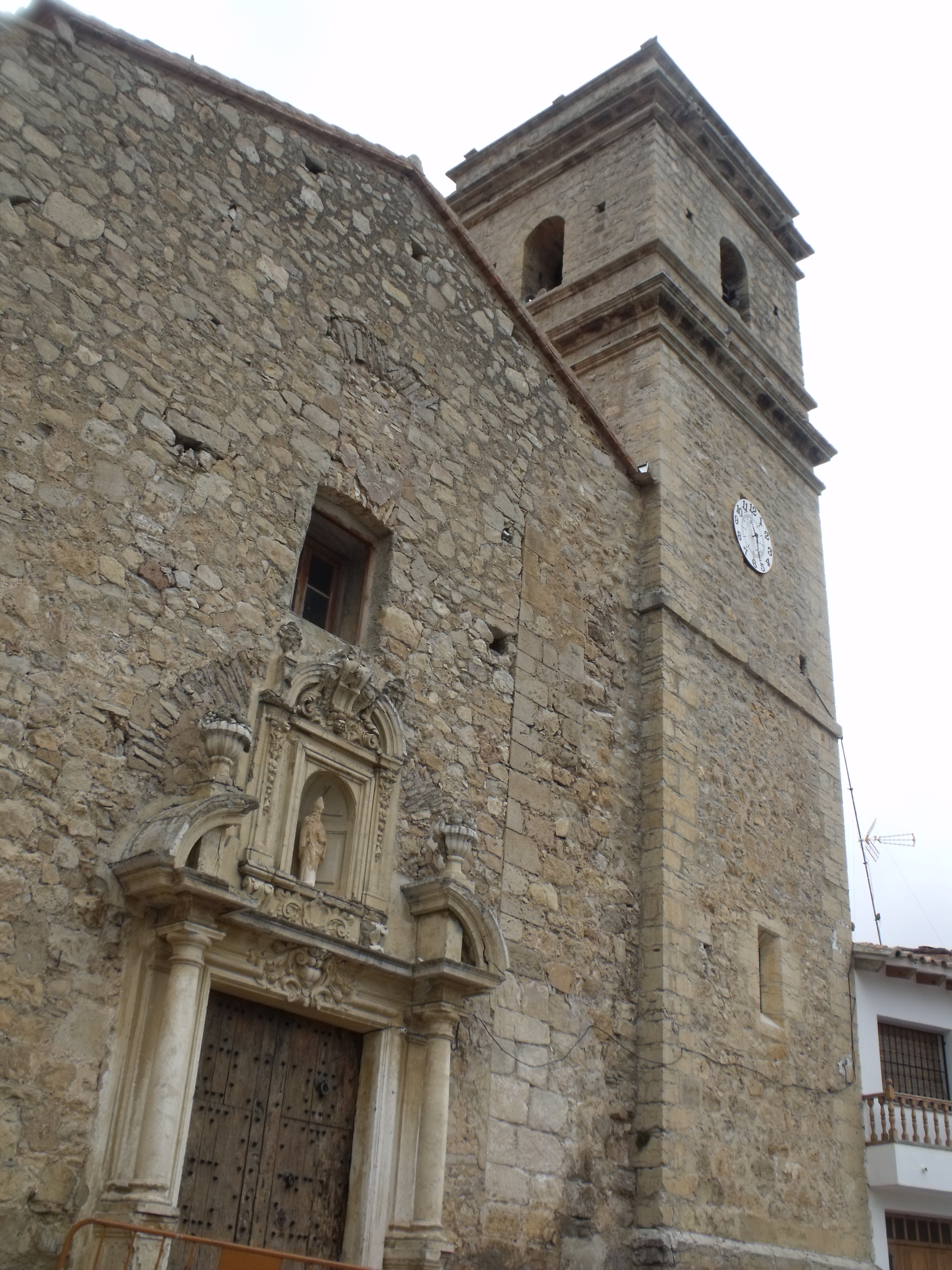
Fachada iglesia con campanario
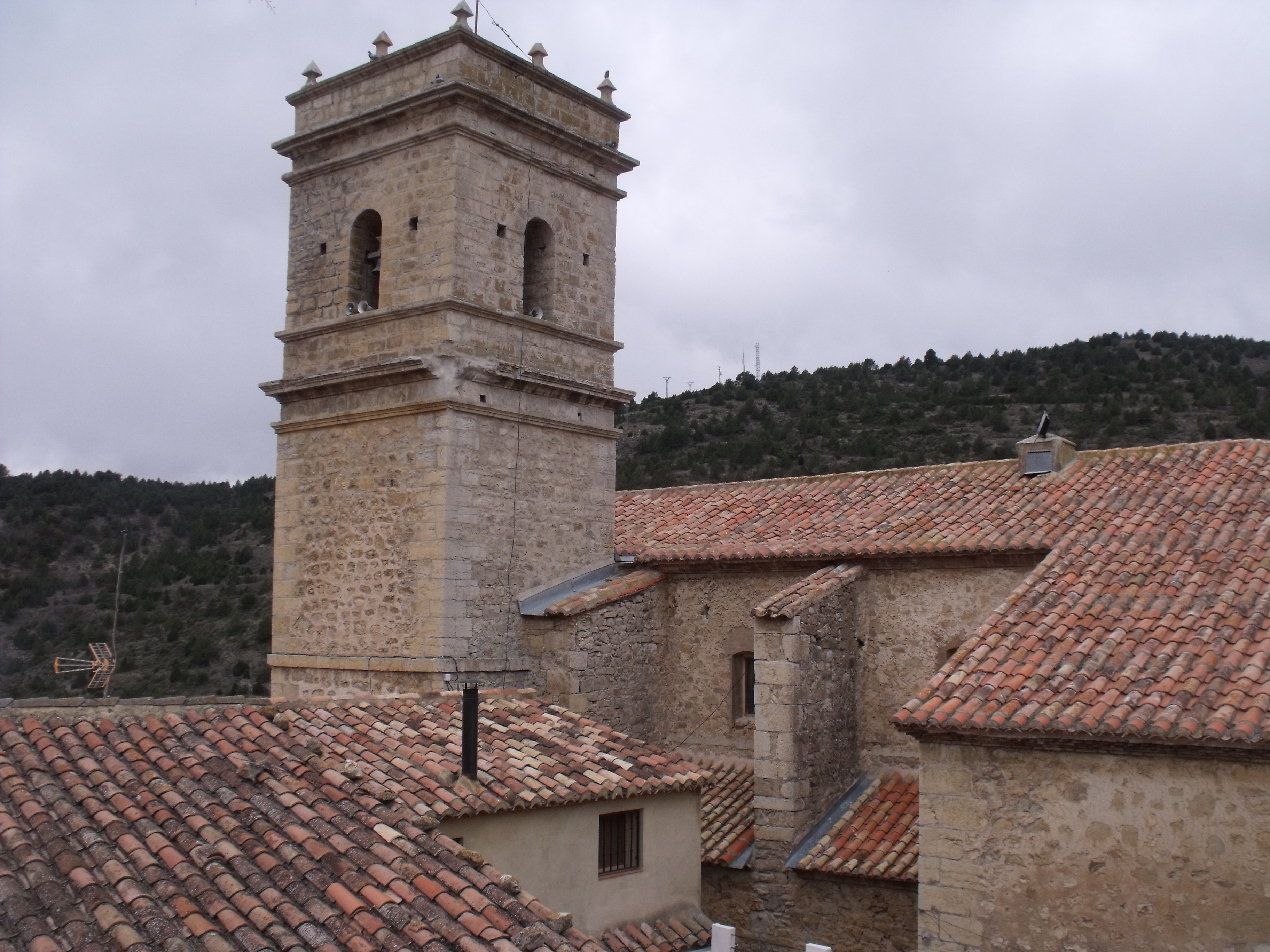
Detalle campanario
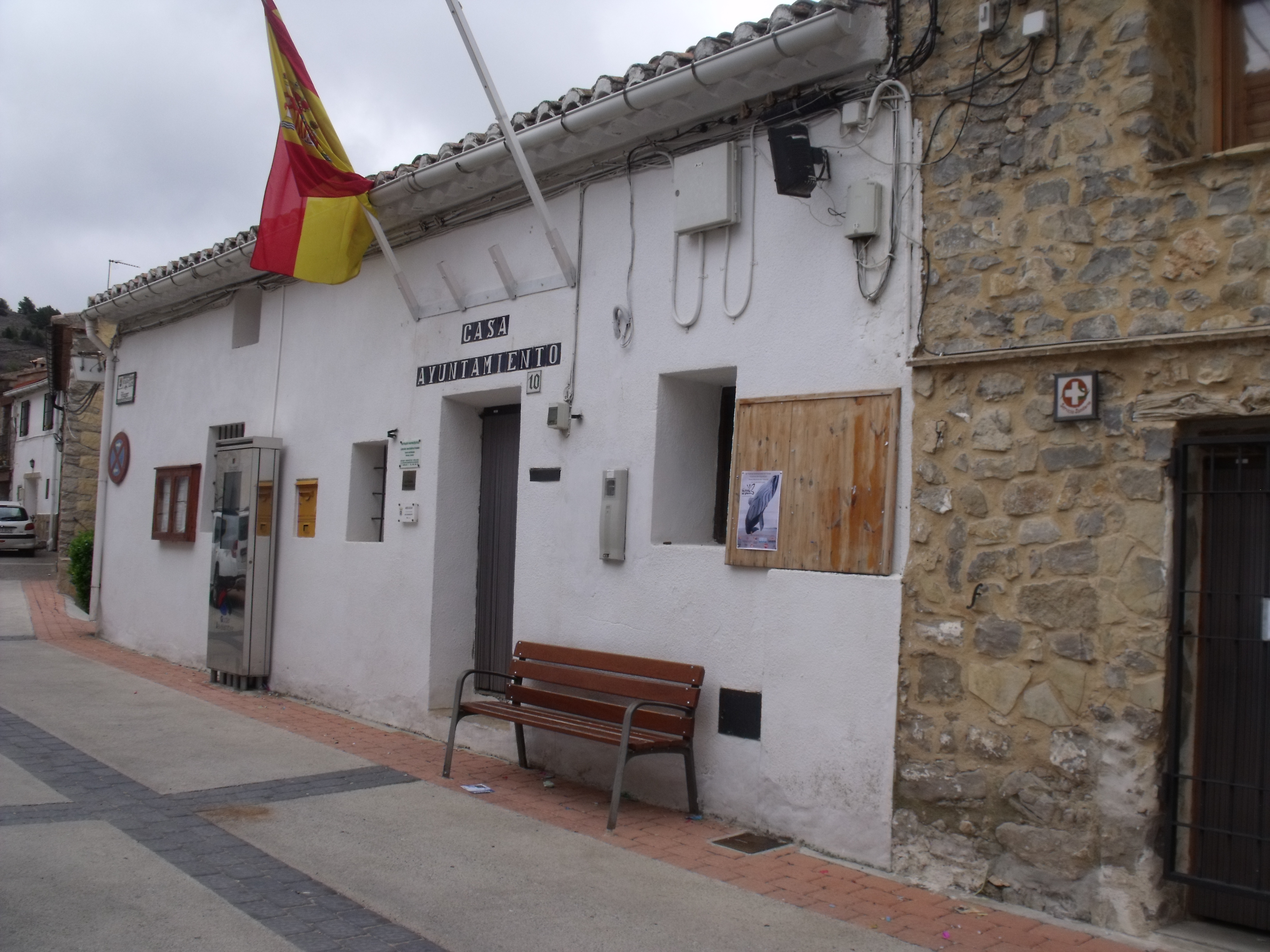
Fachada Ayuntamiento
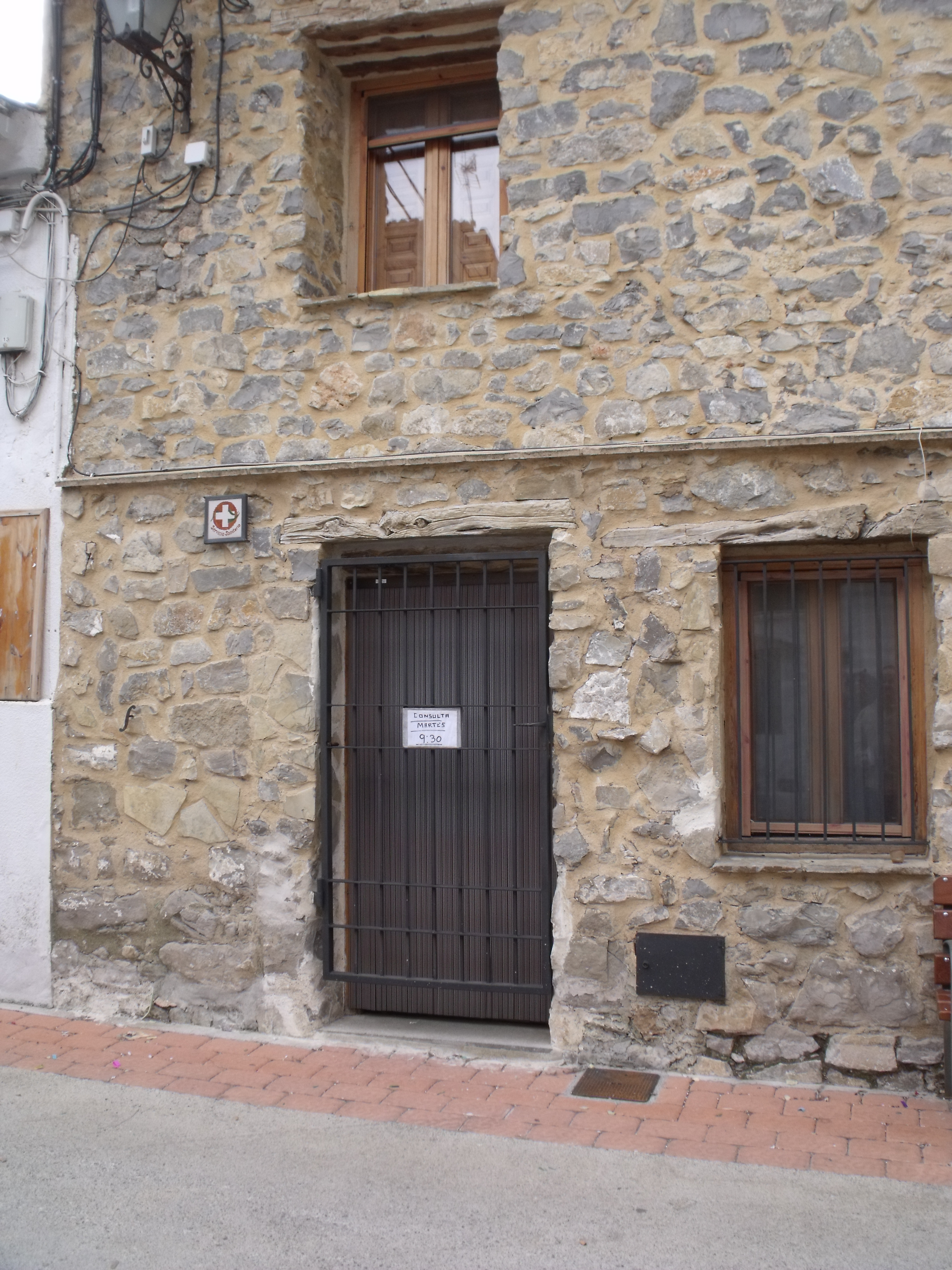
Consultorio médico
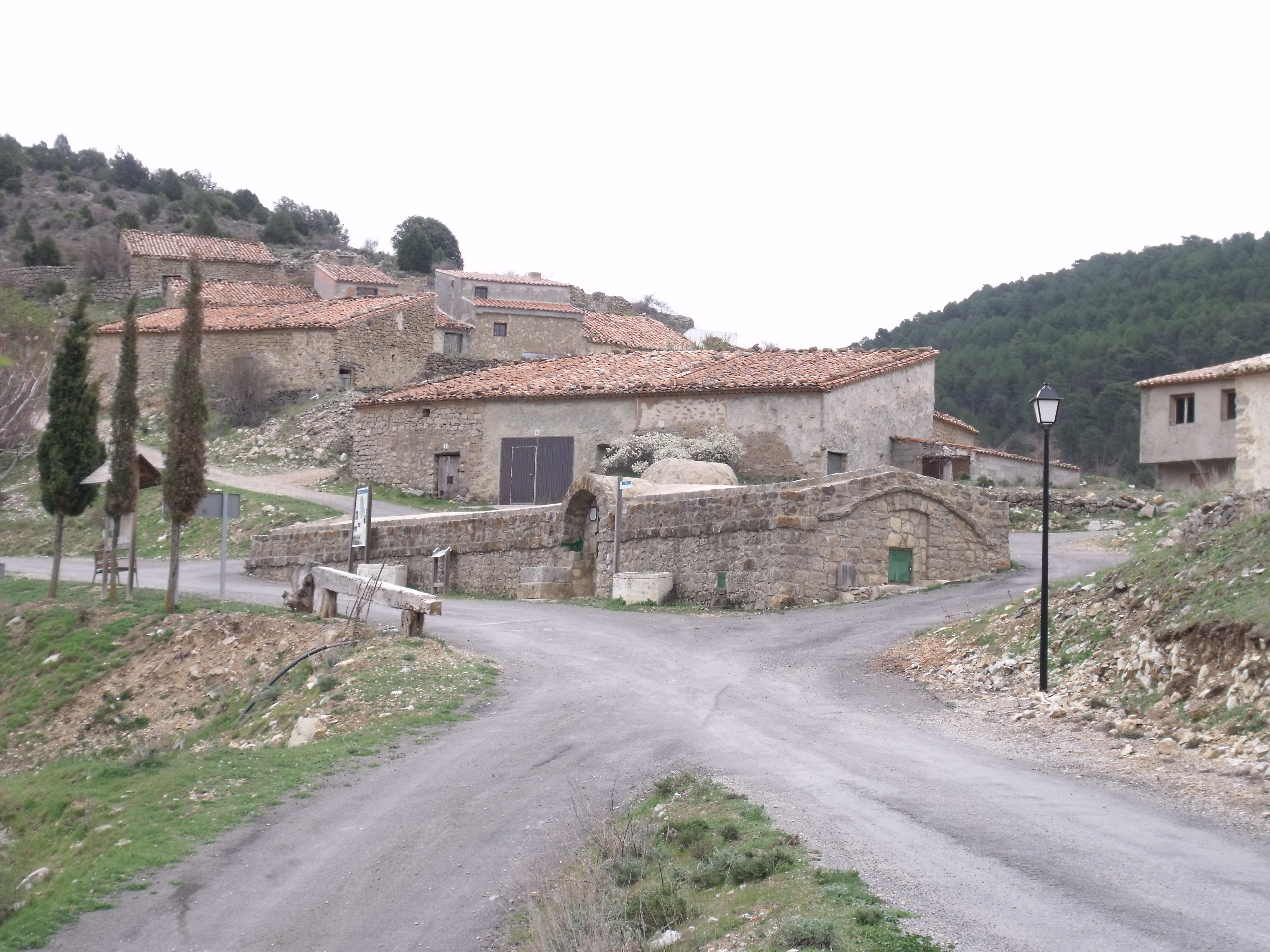
Aljibe a la entrada del pueblo
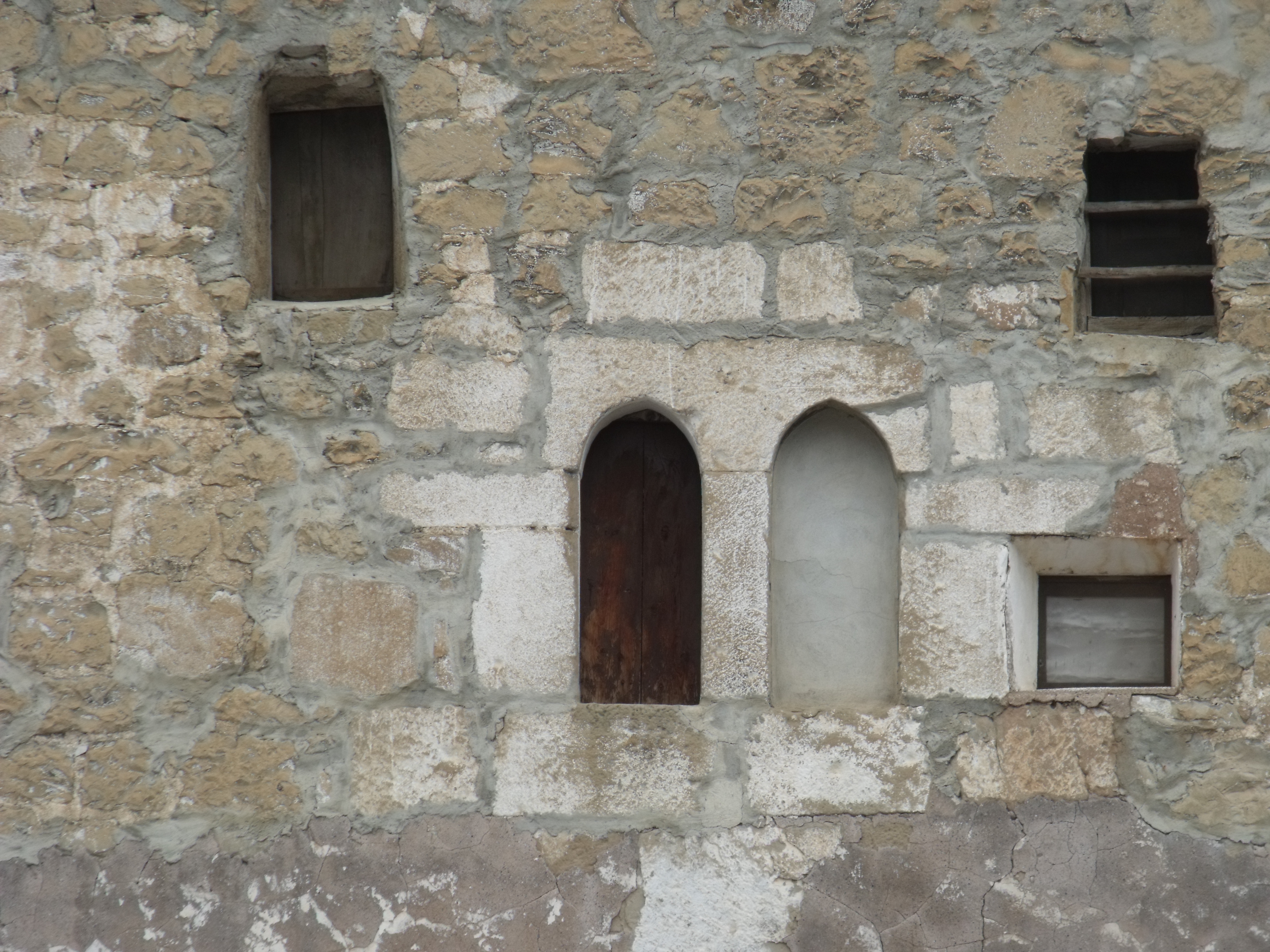
detalle de la Casa de mampostería y sillarejo

- Cisterna. Se trata de una construcción con bóveda de sillería (sin labrar) para la recogida de agua de lluvia.[5]
- Ermita de Santa Margarita, data del siglo XIII y de fábrica de piedra de cuarzo.[5] Se construyó por encargo del rey Jaime I, y presenta cuatro crujías separadas por arcos de piedra sillar y mampostería, pudiéndose observar la existencia de contrafuertes exteriores. Su puerta de acceso es sencilla enmarcada en un arco de medio punto de piedra, al que precede un atrio que se añadió posteriormente a la construcción original.[7]
- Ermita de la Virgen de los Desamparados[5][7]
- Casa de mampostería y sillarejo encalados, sita en la calle frontón,  que se cree debió ser un viejo torreón.[5][7]

## Fiestas
Celebra sus fiestas los siguientes días: 20 de julio Santa Margarita. En esta fecha se celebra la romería a la ermita de Santa Margarita.
28 de agosto San Agustín, Patrón de Abejuela y fecha en la que se celebran sus fiestas patronales.